# Pływanie na Letnich Igrzyskach Olimpijskich 1960 – 4 × 100 m stylem dowolnym kobiet
Sztafeta 4 × 100 m stylem dowolnym kobiet – jedna z konkurencji pływackich rozgrywanych podczas XVII Igrzysk Olimpijskich w Rzymie. Eliminacje odbyły się 2 września, a finał 3 września 1960 roku.
Złoty medal zdobyły reprezentantki Stanów Zjednoczonych. Sztafeta w składzie Joan Spillane (1:02,5), Shirley Stobs (1:03,5), Carolyn Wood (1:02,0) i Chris von Saltza (1:00,9) czasem 4:08,9 o ponad 7 sekund poprawiła rekord świata ustanowiony przez Australijki na miesiąc przed igrzyskami. Srebro wywalczyła sztafeta australijska, która również uzyskała czas lepszy od starego rekordu świata (4:11,3). Brąz przypadł zawodniczkom Wspólnej Reprezentacji Niemiec (4:19,7).

## Rekordy
Przed zawodami rekord świata i rekord olimpijski wyglądały następująco:
| Rekord            | Reprezentacja                                                                                              | Czas   | Miejsce    | Data            |       |
| ----------------- | --- | ------ | ---------- | --------------- | ----- |
| Rekord świata     | Australia · Ilsa Konrads · Lorraine Crapp · Dawn Fraser · Alva Colquhoun                                   | 4:16,2 | Townsville | 6 sierpnia 1960 | [ 1 ] |
| Rekord olimpijski | Australia · Dawn Fraser (1:04,0) · Faith Leech (1:05,3) · Sandra Morgan (1:04,7) · Lorraine Crapp (1:03,1) | 4:17,1 | Melbourne  | 6 grudnia 1956  | [ 2 ] |

W trakcie zawodów ustanowiono następujące rekordy:
| Data       | Etap konkurencji | Reprezentacja | Czas   | Rekord |
| ---------- | ---------------- | --- | ------ | ------ |
| 3 września | finał            | Stany Zjednoczone · Joan Spillane (1:02,5) · Shirley Stobs (1:03,5) · Carolyn Wood (1:02,0) · Chris von Saltza (1:00,9) | 4:08,9 | WR     |

## Wyniki

### Eliminacje
| Miejsce | Wyścig | Tor | Państwo                       | Zawodniczka                                                                                             | Czas     | Uwagi |
| ------- | ------ | --- | ----------------------------- | --- | -------- | ----- |
| 1.      | 2      | 4   | Australia                     | Sandra Morgan (1:05,5) Alva Colquhoun (1:02,5) Ruth Everuss (1:05,4) Lorraine Crapp (1:04,2)            | 4:17,6   | Q     |
| 2.      | 1      | 4   | Stany Zjednoczone             | Donna de Varona (1:06,5) Susan Doerr (1:04,3) Sylvia Ruuska (1:05,2) Molly Botkin (1:02,9)              | 4:18,9   | Q     |
| 3.      | 2      | 2   | Węgry                         | Anna Temesvári (1:07,2) Mária Frank (1:05,6) Katalin Boros (1:06,0) Csilla Madarász-Bajnogel (1:03,4)   | 4:22,2   | Q     |
| 4.      | 2      | 3   | Wspólna Reprezentacja Niemiec | Christel Steffin (1:06,5) Heidi Pechstein (1:05,6) Gisela Weiß (1:06,7) Ursel Brunner (1:05,4)          | 4:24,2   | Q     |
| 5.      | 1      | 3   | Wielka Brytania               | Beryl Noakes (1:06,9) Judy Samuel (1:07,5) Christine Harris (1:05,7) Natalie Steward (1:04,3)           | 4:24,4   | Q     |
| 6.      | 1      | 6   | Szwecja                       | Inger Thorngren (1:05,5) Karin Larsson (1:07,2) Kristina Larsson (1:07,2) Bibbi Segerström (1:07,4)     | 4:27,3   | Q     |
| 7.      | 1      | 2   | Włochy                        | Daniela Beneck (1:09,3) Rosanna Contardo (1:08,6) Maria Cristina Pacifici (1:08,1) Paola Saini (1:05,8) | 4:31,8   | Q     |
| 8.      | 2      | 6   | ZSRR                          | Irina Lachowskaja (1:09,0) Ulvi Voog Galina Sosnowa Marina Szamal (1:05,9)                              | 4:31,9   | Q     |
| 9.      | 2      | 7   | Francja                       | Héda Frost (1:07,3) Annie Caron (1:10,1) Colette Libourel (1:09,8) Marie-Laure Gaillot (1:08,0)         | 4:35,2   |       |
| 10.     | 1      | 7   | Japonia                       | Yoshiko Sato (1:05,9) Eiko Wada (1:09,4) Kimiko Ezaka (1:09,1) Hitomi Jinno (1:11,5)                    | 4:35,9   |       |
| 11.     | 1      | 1   | Meksyk                        | Eulalia Martínez (1:09,2) Silvia Belmar (1:11,7) Blanca Barrón (1:13,2) María Luisa Souza (1:09,0)      | 4:43,1   |       |
| 13. !   | 2      | 5   | Holandia                      | Hennie van der Velde Jopie Troost Sieta Posthumus Cocky Gastelaars                                      | 9:99,9 ! | DSQ   |
| 13. !   | 1      | 5   | Kanada                        | | 9:99,9 ! | DNS   |

### Finał
| Miejsce | Tor | Państwo                       | Zawodniczka                                                                                           | Czas   | Uwagi |
| ------- | --- | ----------------------------- | --- | ------ | ----- |
| 1. !    | 5   | Stany Zjednoczone             | Joan Spillane (1:02,5) Shirley Stobs (1:03,5) Carolyn Wood (1:02,0) Chris von Saltza (1:00,9)         | 4:08,9 | WR    |
| 2. !    | 4   | Australia                     | Dawn Fraser (1:00,6) Ilsa Konrads (1:03,2) Lorraine Crapp (1:04,7) Alva Colquhoun (1:02,8)            | 4:11,3 |       |
| 3. !    | 6   | Wspólna Reprezentacja Niemiec | Christel Steffin (1:05,6) Heidi Pechstein (1:04,7) Gisela Weiß (1:05,4) Ursel Brunner (1:04,0)        | 4:19,7 |       |
| 4.      | 3   | Węgry                         | Anna Temesvári (1:07,1) Mária Frank (1:05,0) Katalin Boros (1:05,9) Csilla Madarász-Bajnogel (1:03,2) | 4:21,2 |       |
| 5.      | 2   | Wielka Brytania               | Natalie Steward (1:05,3) Beryl Noakes (1:06,2) Judy Samuel (1:06,5) Christine Harris (1:06,6)         | 4:24,6 |       |
| 6.      | 7   | Szwecja                       | Inger Thorngren (1:05,5) Karin Larsson (1:06,1) Kristina Larsson (1:07,6) Bibbi Segerström (1:05,9)   | 4:25,1 |       |
| 7.      | 1   | Włochy                        | Paola Saini (1:05,5) Anna Cechi (1:06,8) Rosanna Contardo (1:07,8) Maria Cristina Pacifici (1:06,7)   | 4:26,8 |       |
| 8.      | 8   | ZSRR                          | Irina Lachowskaja (1:08,4) Ulvi Voog (1:07,0) Galina Sosnowa (1:08,2) Marina Szamal (1:05,4)          | 4:29,0 |       |